# Johan Granath
Karl Johan Granath (* 4. März 1950 in Köping, Västmanland) ist ein ehemaliger schwedischer Eisschnellläufer.
Granath nahm 1972 erstmals an den Olympischen Winterspielen in Sapporo teil. Sowohl über 500 Meter als auch über 1500 Meter erreichte er den 16. Platz. Vier Jahre später gewann er die Goldmedaille bei der Sprintweltmeisterschaft 1976 in Berlin. Mit seinem Titel qualifizierte sich Granath für die Olympischen Winterspiele in Innsbruck. Dort erreichte er über 500 Meter und 1000 Meter Rang 13. Bei der Sprint-WM 1978 in Lake Placid gewann Granath Bronze. Weitere zwei Jahre später nahm er an seinen dritten Olympischen Winterspielen, ebenfalls in Lake Placid, teil. Bei beiden Strecken, auf denen er antrat, 500 Meter und 1000 Meter, stürzte er. Seine aktive Karriere endete 1984, als Granath positiv auf Doping getestet und für 18 Monate gesperrt wurde.
Nach seiner Karriere arbeitet Granath als Trainer im Eisschnelllauf, unter anderem für den Juniorenweltmeister Johan Röjler.
Granaths Bruder Oloph Granath war ebenfalls Eisschnellläufer und nahm an zwei Olympischen Winterspielen teil.

## Persönliche Bestzeiten
| Strecke  | Zeit         | Datum             | Ort        |
| -------- | ------------ | ----------------- | ---------- |
| 0300 m   | 24,97 s      | 20. Februar 1982  | Hol        |
| 0500 m   | 38,11 s      | 3. April 1978     | Almaty     |
| 0700 m   | 54,50 s      | 20. Februar 1982  | Hol        |
| 1000 m   | 1:15,89 min  | 20. Januar 1980   | Davos      |
| 1500 m   | 2:01,59 min  | 19. Januar 1980   | Davos      |
| 3000 m   | 4:29,81 min  | 18. Dezember 1982 | Eskilstuna |
| 5000 m   | 7:42,75 min  | 26. Februar 1982  | Karlstad   |
| 10.000 m | 16:14,07 min | 27. Februar 1982  | Karlstad   |